# Pielinen
El llac Pielinen és el quart llac més gran de Finlàndia. Es troba a l'est del país, a la regió de la Carèlia Septentrional, a una altitud de 93,7 msnm. Té una superfície de 894,21 km², amb una llargada màxima de 120 km i una amplada màxima de 40. La profunditat mitjana és de 9,9 m. Conté més de 1000 illes al seu interior.
Al nord del llac trobem la ciutat de Nurmes, a l'oest el Parc Nacional de Koli i a l'est la ciutat de Lieksa.
L'asteroide 1536 Pielinen va agafar el seu nom d'aquest llac.

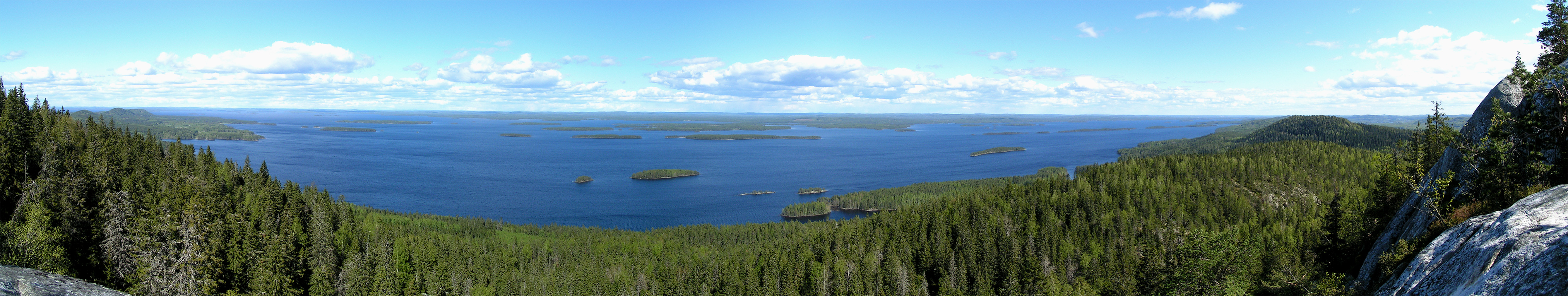
Llac Pielinen des d'un turó del Parc Nacional de Koli